# Tales from the Thousand Lakes
Tales from the Thousand Lakes je drugi studijski album finske Heavy Metal skupine Amorphis, izdan leta 1994.

## Seznam pesmi
1. Thousand Lakes – 2.03
2. Into Hiding – 3.45
3. The Castaway – 5.33
4. First Doom – 3.52
5. Black Winter Day – 3.51
6. Drowned Maid – 4.23
7. In the Beginning – 3.39
8. Forgotten Sunrise – 4.54
9. To Fathers Cabin – 3.47
10. Magic and Mayhem – 4.28